# D.I.
D.I. é uma banda do sul da Califórnia formada pelo ex-baterista do Adolescents e do Social Distortion, Casey Royer nos vocais. Royer formou o grupo depois que ele e o antigo membro original  do Social Distortion, Rikk Agnew (também fundador do Christian Death), deixaram o Social Distortion.

## História
Desde sua formação, em 1982, D.I. teve muitas mudanças de line-up, e Royer foi o único membro constante da banda. A banda acabou e foi reformulada várias vezes, com antigos membros do The Adolescents e Social Distortion (incluindo os irmãos de Angew, Rikk e Alfie).
Durante muitos anos fazendo shows e gravando discos, o D.I. nunca teve um grande sucesso no mainstream, mas influenciou muitas bandas de punk rock que surgiram mais tarde, incluindo FTE, Face to Face, Guttermouth, Jughead's Revenge, The Offspring e Pennywise.

## Discografia

### Álbuns
- D.I. (12" EP,Revenge Records, 1983)
- Team Goon (LP, Reject Records, 1984)
- Ancient Artifacts (LP, Reject Records, 1985)
- Horse Bites Dog Cries (LP, Reject Records, 1985)
- What Good Is Grief to a God? (LP/CD, Triple X Records, 1988)
- Tragedy Again (LP/CD, Triple X Records, 1989)
- Surfin' Anarchy (7" EP, Triple X Records, 1989)
- Live at a Dive (CD, Triple X Records, 1993)
- State of Shock (CD, Doctor Dream Records, 1994)
- split c/Three Chord Wonder (7" EP, Lost & Found Records, 1994)
- Zwei Frau und Eins Stein (7" EP, Sessions Records, 1996)
- Caseyology (CD, Cleopatra Records, 2002)
- Best of D.I. (2003)
- On the Western Front (2007)

### Compilações
- Clockwork Orange County (LP, Mystic Records, 1985)
- Flipside Vinyl Fanzine vol. 2 (LP, Flipside Records, 1985)
- Rat Music for Rat People vol. 3 (LP/CD, Presents Ltd., 1987)
- Short Music For Short People (CD, 1999)